# Lophoptera abbreviata
Lophoptera abbreviata là một loài bướm đêm trong họ Noctuidae.